# نامورا هولدینگز

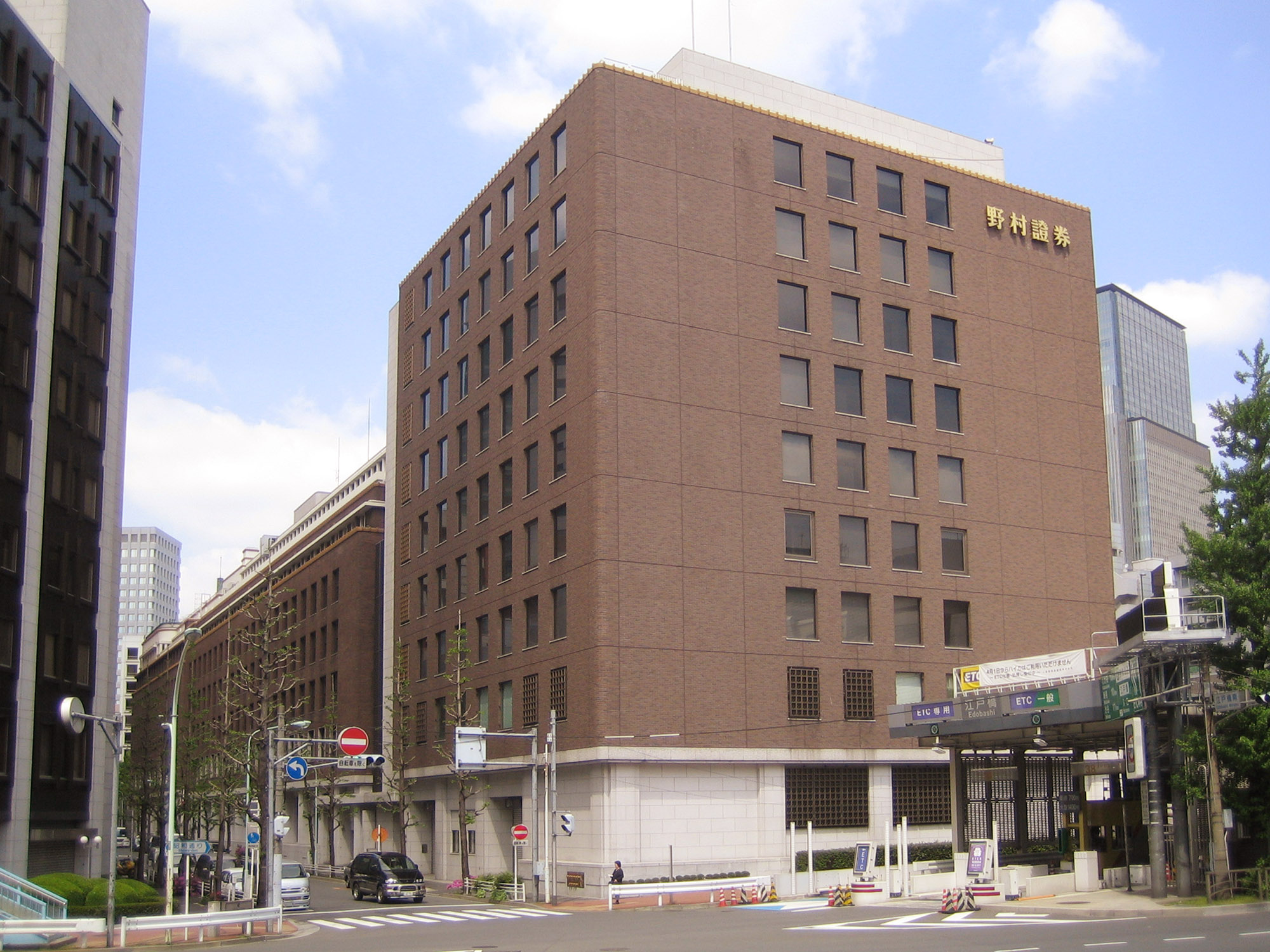
ساختمان مرکزی نامورا، در چوئو، توکیو

نامورا هولدینگز (به ژاپنی: 野村ホールディングス株式会社) شرکت هلدینگ خدمات مالی و بانکداری ژاپنی است، که اصلی‌ترین شرکت تابعه گروه نامورا به‌شمار می‌آید. این شرکت در زمینه بانکداری خرد، بانکداری سرمایه‌گذاری، مدیریت سرمایه‌گذاری و مدیریت دارایی فعالیت می‌کند.
شرکت نامورا در سال ۱۹۲۵ در پی جدایی از بانک اوساکا نامورا توسط توکاشیکی نامورا در شهر اوساکا تأسیس شد. این شرکت در ماه اکتبر سال ۲۰۰۸ پس از ورشکستگی بانک آمریکایی برادران لیمن، بخش بانکداری سرمایه‌گذاری این بانک را تصاحب کرد، سپس اقدام به خریداری کلیه دارایی‌های بانک برادران لیمن، در آسیا و اروپا، به ارزش ۲۲۵ میلیون دلار نمود.
دفتر مرکزی این شرکت در منطقه نیهونباشی شهر چوئو، توکیو، قرار دارد و بخشی از سهام آن در بازارهای بورس نیویورک، بورس توکیو، بورس ناگویا، بورس اوساکا و بورس سنگاپور معامله می‌شود.